# Герман Прісс
Герман Прісс (нім. Hermann Prieß; нар. 24 травня 1901, Марніц, Мекленбург-Шверін — пом. 2 лютого 1985, Аренсбург) — німецький воєначальник часів Третього Рейху, групенфюрер СС та генерал-лейтенант військ СС (1944). Кавалер Лицарського хреста з дубовим листям та мечами (1944).

## Нагороди
- Цивільний знак СС
- Кільце «Мертва голова»
- Почесна шпага рейхсфюрера СС
- Йольський свічник
- Почесний кут старих бійців
- Німецький кінний знак в сріблі
- Спортивний знак СА в бронзі
- Німецька імперська відзнака за фізичну підготовку в сріблі
- Медаль «У пам'ять 13 березня 1938 року»
- Медаль «У пам'ять 1 жовтня 1938»
- Залізний хрест
  - 2-го класу (22 вересня 1939)
  - 1-го класу (15 жовтня 1939)
- Нагрудний знак «За участь у загальних штурмових атаках» в сріблі
- Нагрудний знак «За поранення» в чорному
- Німецький хрест в золоті (6 січня 1942)
- Медаль «За зимову кампанію на Сході 1941/42»
- Медаль «За вислугу років у СС» 4-го і 3-го ступеня (8 років) (1942)
- Лицарський хрест Залізного хреста з дубовим листям і мечами
  - лицарський хрест (28 квітня 1943)
  - дубове листя (№297; 9 вересня 1943)
  - мечі (№65; 24 квітня 1944)
- Дем'янський щит (1943)

Військова кар'єра
- 3 березня 1933 — анвертер СС
- 20 квітня 1933 — манн СС
- 9 листопада 1933 — унтершарфюрер СС
- 7 квітня 1934 — гауптшарфюрер СС
- 26 лютого 1935 — унтерштурмфюрер СС
- 15 вересня 1935 — оберштурмфюрер СС
- 13 вересня 1936 — гауптштурмфюрер СС
- 1 червня 1939 — штурмбанфюрер СС
- 1 серпня 1940 — оберштурмбанфюрер СС
- 21 червня 1941 — штандартенфюрер СС
- 13 липня 1942 — оберфюрер СС
- 15 липня 1943 — бригадефюрер СС та генерал-майор Ваффен-СС
- 20 квітня 1944 — группенфюрер СС та генерал-лейтенант Ваффен-СС